# Hoodsport
Hoodsport az Amerikai Egyesült Államok északnyugati részén, Washington állam Mason megyéjében elhelyezkedő statisztikai település. A 2010. évi népszámlálási adatok alapján 376 lakosa van.

## Éghajlat
A település éghajlata mediterrán (a Köppen-skála szerint Csb).